# Черчвілл (Вірджинія)
Черчвілл (англ. Churchville) — переписна місцевість (CDP) в США, в окрузі Огаста штату Вірджинія. Населення — 195 осіб (2020).

## Географія
Черчвілл розташований за координатами 38°13′29″ пн. ш. 79°9′41″ зх. д. / 38.22472° пн. ш. 79.16139° зх. д. (38.224660, -79.161389).  За даними Бюро перепису населення США в 2010 році переписна місцевість мала площу 1,01 км², з яких 0,98 км² — суходіл та 0,02 км² — водойми.

## Демографія
Згідно з переписом 2010 року, у переписній місцевості мешкали 194 особи в 83 домогосподарствах у складі 54 родин. Густота населення становила 193 особи/км².  Було 90 помешкань (89/км²).
Расовий склад населення:
| - 97,4 % — білих - 0,5 % — азіатів |

До двох чи більше рас належало 2,1 %. Частка іспаномовних становила 0,5 % від усіх жителів.
За віковим діапазоном населення розподілялося таким чином: 19,1 % — особи молодші 18 років, 67,5 % — особи у віці 18—64 років, 13,4 % — особи у віці 65 років та старші. Медіана віку мешканця становила 44,3 року. На 100 осіб жіночої статі у переписній місцевості припадало 84,8 чоловіків;  на 100 жінок у віці від 18 років та старших — 86,9 чоловіків також старших 18 років.
Цивільне працевлаштоване населення становило 16 осіб. Основні галузі зайнятості: науковці, спеціалісти, менеджери — 100,0 %.